# Василенко, Константин Тимофеевич
Константин Тимофеевич  Василенко (1925—1998) — инженер-ядерщик, лауреат Государственной премии СССР (1978).
С 02.08.1948 работал на Заводе № 23 ПО «Маяк» (Завод «ОК-180», Завод № 3, Завод № 37, г. Озёрск): инженер-механик, главный механик. Участвовал в строительстве и пуске тяжёловодородного реактора ОК-180 (запущен 17.10.1951 г., остановлен в 1965).
С 01.01.1970 г. переведён в г. Шевченко на должность главного инженера Мангышлакского энергозавода. Руководил строительством реактора БН-350 (энергетический пуск состоялся 16 июля 1973 года). За эту работу получил в 1978 году Государственную премию СССР в составе коллектива: Д. С. Юрченко, К. Т. Василенко и В. Н. Морозов.
Награждён орденом Трудового Красного Знамени.
Умер в Москве в 1998 году.
Соавтор публикаций:
- Казачковский О. Д., Мешков А. Г., Митенков Ф. М., Василенко К. Т., Грязев В. М., Киселев Г. В., Кочетков Л. А., Лыткин В. Б., Пахомов В. В., Савин Н. И., Троянов М. Ф., Ширяев В. И., Цыканов В. А., Юрченко Д. С. Программа и состояние работ по быстрым реакторам в СССР// Атомная энергия. Том 43, вып. 5. — 1977. — С. 343—350.
- Юрченко Д. С., Василенко К. Т., Померанцев Г. Б., Болгарин В. И., Самаркин А. А. Итоги 10-летней эксплуатации БН-350 // Атомная энергия. Том 55, вып. 5. — 1983.